# Мэйттер, Найалл
Найалл Мэйттер (англ. Niall Matter, произносится Ny-ull May-ter; 20 октября 1980 года) — канадский актёр, получивший известность благодаря роли Зейна Донована в сериале канала Syfy, «Эврика».

## Биография и карьера
Найалл родился в городе Эдмонтон, провинции Альберта в Канаде, его предки — ирландцы и русские. Восемь лет (с 17 до 25 лет) Найалл работал на нефтяной платформе в Северной Альберте. После госпитализации из-за несчастного случая, в результате которого Найаллу чуть было не ампутировали ногу, мужчина решил вернуться на сушу. В течение шести месяцев Мэйттер учился заново ходить в реабилитационном центре, а затем вернулся домой в Ванкувер. После месяца работы барменом Найалл получил роль в фильме «Тайны Лох-Несса» канала SyFy. Во время съёмок в картине он отослал свои пробы в сериал «Лучшие годы» и получил роль Трента Гамильтона.
Затем последовали гостевые роли в сериалах «Звёздные врата: Атлантида», «Эврика», «Хранилище 13» и «Воплощение страха». Продюсерам и публике так понравился его персонаж в «Эврике», что боссы наняли актёра на постоянной основе, и вскоре Мэйттер стал звездой шоу, также снявшись в главной роли в неудачном пилоте сериала «Хозяйки».
После проб в комедию «Девушка моего лучшего друга» Мэйттер завоевал любовь отдела кастинга CBS и получил приглашённые роли в сериалах «Мелроуз-Плейс» и «90210: Новое поколение».
Также снялся в фильмах «Хранители» Зака Снайдера, «Под маской», «Эксли», «Тайны летнего домика» с Линдсей Прайс в главной роли и «Доктор Дулиттл 4» вместе с Питером Койоти.

## Фильмография

### Кино
| Кино | Кино             | Кино                            | Кино                           | Кино                   |
| Год  | Название         | В оригинале                     | Роль                           | Примечания             |
| ---- | ---------------- | ------------------------------- | ------------------------------ | ---------------------- |
| 2008 | Доктор Дулиттл 4 | Dr. Dolittle: Tail To The Chief | Коул Флетчер                   | сразу на видео         |
| 2009 | Хранители        | Watchmen                        | Байрон Льюис                   | художественный фильм   |
| 2009 | Под маской       | Under The Hood                  | Байрон Льюис                   | короткометражный фильм |
| 2010 | Дона             | Dawna                           | сутенёр                        | короткометражный фильм |
| 2010 | Эксли            | Exley                           | Джордж Уилсон                  | художественный фильм   |
| 2018 | Хищник           | Predator                        | Сапир, правительственный агент | художественный фильм   |

### Телевидение
| Кино      | Кино                              | Кино                        | Кино            | Кино                |
| Год       | Название                          | В оригинале                 | Роль            | Примечания          |
| --------- | --------------------------------- | --------------------------- | --------------- | ------------------- |
| 2007      | Лучшие годы                       | The Best Years              | Трент Гамильтон | 13 эпизодов         |
| 2007-2008 | Звёздные врата: Атлантида         | Stargate Atlantis           | Лейтенант Кэмп  | 2 эпизода           |
| 2008      | Ужасы Лох-Несса                   | Beyond Loch Ness            | Джош Райли      | телевизионный фильм |
| 2008      | Тайны летнего домика              | Secrets Of The Summer House | Питер Хьюз      | телевизионный фильм |
| 2008      | Воплощение страха                 | Fear Itself                 | Эдди            | 2 эпизода           |
| 2007-2012 | Эврика                            | Eureka                      | Зейн Донован    | 50 эпизодов         |
| 2009      | Хозяйки                           | Mistresses                  | Сэм Холлистер   | телевизионный фильм |
| 2009      | Выживают приспособленные          | Survival Of The Fittest     | Майкл           | 1 эпизод            |
| 2009      | Хранилище 13                      | Warehouse 13                | Гари Уитман     | 1 эпизод            |
| 2009-2010 | Мелроуз-Плейс                     | Melrose Place               | Рик Пакстон     | 3 эпизода           |
| 2011      | 90210: Новое поколение            | 90210                       | Грег            | 5 эпизодов          |
| 2012      | Портал юрского периода: Новый мир | Primeval: New World         | Эван Кросс      | 13 эпизодов         |
| 2016      | Сорвать свадьбу                   | Stop the Wedding            | Клэй Каслберри  | телевизионный фильм |